# 3000万
『3000万』（さんぜんまん）は、2024年10月5日から11月23日までNHK総合・NHK BSプレミアム4Kの「土曜ドラマ」枠で放送されたテレビドラマ。主演は安達祐実。
海外ではシリーズドラマを制作する際、WDR（Writers Development Room）というチームで、複数の脚本家が分業し担当することが一般的となっている。本作はNHK脚本開発「WDRプロジェクト」の第1弾として制作される。
あるアクシデントと出来心をきっかけに人生が変化した家族を描いた作品。

## キャスト

### 主要人物
佐々木祐子（ささき ゆうこ）
演 - 安達祐実
主人公。通販サイトの派遣社員。
佐々木義光（ささき よしみつ）
演 - 青木崇高
祐子の夫。警備員。元ミュージシャンで、バンド「マゼラン」でメジャーデビューした過去を持つ。

### 刑事課
奥島誠吾（おくしま せいご）
演 - 野添義弘
定年間近のベテラン刑事。息子はかつて義光とバンドを組んでいた。佐々木家とは長い付き合い。
野崎春奈（のざき はるな）
演 - 愛希れいか
奥島とバディを組む刑事。広域強盗事件の合同捜査本部より出向してきた。
弘中文也（ひろなか ふみや）
演 - 山岸門人
奥島誠吾の部下。

### 佐々木家
佐々木純一（ささき じゅんいち）
演 - 味元耀大
祐子と義光の息子。ピアノが得意。

### 通販サイト ゆとりの生活
初山譲
演 - 持田将史
祐子が働くカスタマーセンターの上司。
橋本舞
演 - 工藤遥
祐子の同僚。

### 犯罪組織
蒲池
演 - 加治将樹
本名は赤松良太郎。地元で有名なチンピラ。ソラの行方を追っている。
長田（おさだ）
演 - 萩原護
大学生。蒲池の部下として行動を共にする。
坂本
演 - 木原勝利（第2話 - ）
広域強盗事件の指示役。本名は望月幹生。ソラの捜索と3000万円の回収を指揮する。
大津
演 - 栗原英雄（第3話 - ）
坂本の上役。本名は塚田晴彦。健康食品の販売会社を経営するも、愛人の弱みを握られ、命令に従い運び屋になった。
末次
演 - 内田健司（第5話 - ）
タタキの情報集め電話のかけ子部門をまとめる男。

### その他
ソラ / 山崎美姫（やまざき みき）
演 - 森田想
3000万を持ってバイクで逃走中に佐々木家の車と接触事故を起こす。
山崎志穂（やまざき しほ）
演 - 片岡礼子（第3話 - ）
ソラ（山崎美姫）の母親。
奥島元樹
演 - 島田惇平
誠吾の息子。佐々木義光と一緒にバンド「マゼラン」をやっていたが病死した。
シン
演 - ワタナベケイスケ
義光たちと一緒にバンドをやっていたが薬物で逮捕されたメンバー。

### ゲスト

#### 第1話
岡野宏子
演 - 岩橋道子（第2話・第3話）
純一のピアノ教師。
工員
演 - カトウシンスケ（第2話）
佐々木夫妻の事故車を預かる自動車整備工場の工員。
営業
演 - 亀田佳明
祐子に時給10円アップを告げる派遣会社の社員。
少年
演 - 石澤柊斗
窃盗で逮捕され、防犯カメラなどの証拠もあるのに拘わらず、冤罪を主張して警察署内で暴れる少年。
警備員
演 - 木津誠之
祐子の車が枠のラインからはみ出していると指摘する駐車場の警備員。
女性警官
演 - 土井玲奈
受付を通さず警察署の刑事課に向かおうとする義光を止める。
看護師
演 - 辻本みず希（第2話）
ソラが搬送された病院の看護師。
パーソナリティ
声 - 渡辺ひとみ
祐子の車のカーラジオから流れる音声。
クレーマー
声 - 吉田庸
祐子がカスタマーセンターで対応するクレーマーの男性。
- 黒坂七郎[12]

#### 第2話
男性
演 - 土田英生
義光に復帰を促す音楽プロデューサー。
成田
演 - 浦上晟周（第4話）
本名は高山政宏。坂本が指示する闇バイトグループの運転手だったが、足が付き逮捕される（第4話）。
佐藤、伊藤、斉藤
演 - 宮下貴浩（第7話）、倉田大輔（第7話）、林雄大（第7話）
坂本が指示する闇バイトで一軒家に強盗に入った実行犯。
被害者
演 - 猪股俊明
強盗に入られた被害者。
保護者
演 - 笠井里美
岡野宏子のピアノ教室に子供を通わせる保護者。
警官
演 - 吉川一勝、町田水城
ソラの病室を警護する警察官。
看護師
演 - 重岡漠
むこうのトイレに紙幣がバラまかれていると野崎春奈を呼びに来た。
- 松井周[20]

#### 第3話
店員
演 - 榎田貴斗
佐々木夫妻がグランドピアノを買った楽器屋の店員。
店員
演 - 斉藤莉生
坂本と大津が会っていたレストランの店員。
- 神野知紀[30]

#### 第4話
女
演 - 福田温子
坂本をリモートでカウンセリングする女性。
クレーマー
声 - 武谷公雄
購入した加湿器のことでカスタマーセンターにクレームを入れてきて、祐子が対応する。
- 森一生[33]、木村巴秋[34]、大竹直[35]

#### 第5話
八代
演 - 呉城久美
かけ子。（借金を）返しても終わらないと祐子に告げる。
江藤
演 - 東野良平
かけ子。電話でうまく情報が取れず、祐子に教えを乞う。
課長
演 - 谷仲恵輔
定年まで勤めあげた奥島誠吾を称える。
店員
演 - 斉藤莉生
坂本と大津がカネの受け渡しに利用していた中華レストラン「麗宝飯店」の店員。

#### 第6話
被害者
演 - 芦沢孝子
広域強盗で1400万円のタンス預金を盗られた被害者。
アナウンサー
声 - 荒井志郎
広域強盗の特集を伝えるテレビのニュースアナ。

#### 第7話
穂波悦子
演 - 清水美砂（最終話）
犯罪組織のトップと思われる女性。勤務先は三ツ田税務署。

#### 最終話
大森
演 - 花王おさむ
かつてソラが3000万円奪った家の主。
管理人
演 - 伊藤正之
穂波悦子が住むマンションの管理人。
警察官
演 - 長友郁真
ソラが自首した白嶺交番の警察官。

## スタッフ
- 脚本 - WDRプロジェクト（弥重早希子、名嘉友美、山口智之、松井周）[4]
- 演出 - 保坂慶太、小林直毅[1]、谷口尊洋
- 音楽 - 渡邊琢磨
- 劇中歌作曲・ギター指導 - 大隅知宇
- カーアクション - 柿添清
- アクション指導 - 吉田浩之
- 警察考証 - 鈴木和弘
- 法務考証 - 梅田康宏
- 家計考証 - 水野崇
- ピアノ指導 - 藤井尚子
- 医事指導 - 冨田泰彦
- 制作統括 - 渡辺哲也[4]
- プロデューサー - 上田明子、中山英臣、大久保篤[4]
- 制作・著作 - NHK

## 放送日程
| 話数                                                         | 放送日   | ラテ欄                                                    | 脚本       | 演出              |
| ------------------------------------------------------------ | -------- | --------------------------------------------------------- | ---------- | ----------------- |
| 第1話                                                        | 10月05日 | 平凡な家族の日々が一瞬で混沌へ、 一寸先読めない連ドラ開幕 | 弥重早希子 | 保坂慶太          |
| 第2話                                                        | 10月12日 | 警察、闇組織、佐々木夫婦、3者が交錯! 大混戦の第2話        | 名嘉友美   | 保坂慶太 小林直毅 |
| 第3話                                                        | 10月19日 | 金を抱えた佐々木家が暴走する、 危険で甘美な第3話          | 山口智之   | 保坂慶太          |
| 第4話                                                        | 10月26日 | 大金の誘惑断ち切れない夫婦! 危険迫る                      | 名嘉友美   | 小林直毅          |
| 第5話                                                        | 11月02日 | 日常を取り戻す戦い 一か八かの第5話!                       | 山口智之   | 小林直毅          |
| 第6話                                                        | 11月09日 | 佐々木家に全員集合 隠し事だらけの宴が開かれる第6話        | 松井周     | 小林直毅          |
| 第7話                                                        | 11月16日 | 第7話・窮地の祐子は大胆不適なソラの策に乗るか?            | 名嘉友美   | 保坂慶太 谷口尊洋 |
| 最終話                                                       | 11月23日 | 最終話・意外な組織の正体! 祐子は何を選ぶのか?             | 弥重早希子 | 保坂慶太          |
| （視聴率はビデオリサーチ調べ、関東地区・世帯・リアルタイム） |          |                                                           |            |                   |